# Acroneuria morsei
Acroneuria morsei är en bäcksländeart som beskrevs av Du 2000. Acroneuria morsei ingår i släktet Acroneuria och familjen jättebäcksländor. Inga underarter finns listade i Catalogue of Life.